# Comté de Keya Paha
Le comté de Keya Paha est un comté de l'État du Nebraska, aux États-Unis. Son siège est la ville de Springview.